# Aran Kot
Aran Kot ist eine der indonesischen Kei-Inseln.

## Geographie
Aran Kot liegt an der Westküste von Kei Besar. Nordwestlich befindet sich die größere Insel Aras Laai. Aran Kot gehört zum Distrikt (Kecamatan) Kei Besar Selatan  des Regierungsbezirks (Kabupaten) der Südostmolukken (Maluku Tenggara). Dieser gehört zur indonesischen Provinz Maluku.